# Besetzung der Hainburger Au

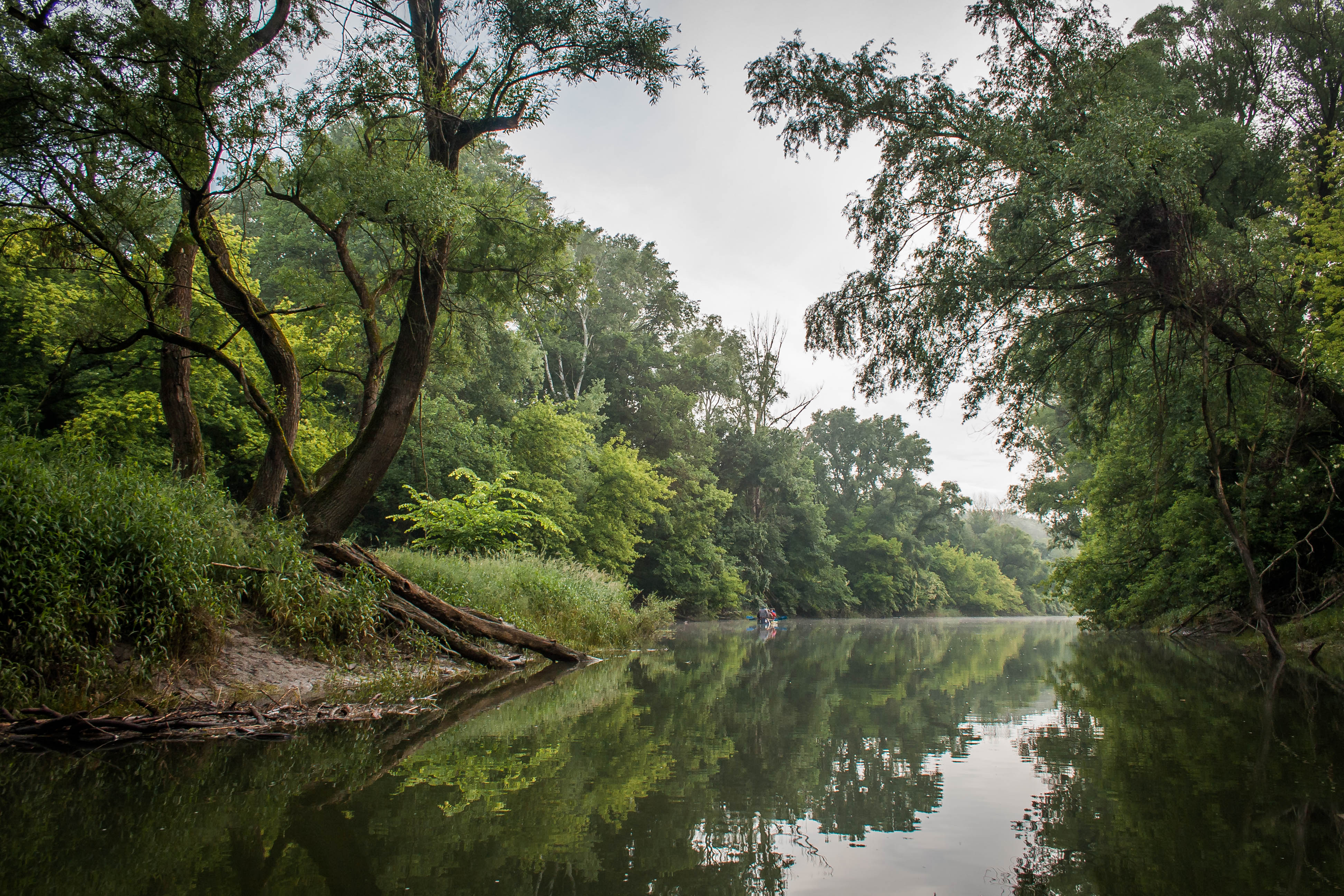
Ein Nebenarm in der Hainburger Au

Die Besetzung der Hainburger Au im Dezember 1984 war sowohl von umweltpolitischer als auch von demokratiepolitischer Bedeutung für Österreich.
Die Hainburger Au ist eine naturbelassene Flusslandschaft an der Donau nahe Hainburg in Niederösterreich, östlich von Wien, und seit 1996 Teil des Nationalparks Donau-Auen.
Zum Jahreswechsel 1982/1983 hatte der WWF Österreich seine Kampagne Rettet die Auen gestartet und mit Hilfe einiger Medien begonnen, die Öffentlichkeit auf die drohende Zerstörung eines Teils der Donauauen durch ein dort geplantes Wasserkraftwerk aufmerksam zu machen.
Der Verlauf der Demonstration und die Art der Beilegung wurden zu einem Markstein des Demokratieverständnisses, aber auch der Energiepolitik in Österreich.

## Geschichte
Die Österreichische Donaukraftwerke AG erreichte 1983 eine Erklärung des Kraftwerks Hainburg zum bevorzugten Wasserbau durch die oberste Wasserrechtsbehörde. Das im damals gültigen österreichischen Wasserrechtsgesetz vorgesehene Instrument des bevorzugten Wasserbaus war zur behördlichen Handhabung großer Wasserbauvorhaben, die „im besonderen Interesse“ standen, vorgesehen und bedeutete eine Verfahrenskonzentration aller behördlichen Genehmigungen bei der Wasserrechtsbehörde und eine Einschränkung des Instanzenzuges. Nach Ende des behördlichen Verfahrens wurde im Dezember 1984 bei Stopfenreuth (Engelhartstetten) mit den Arbeiten begonnen.
Obwohl die Kampagne des WWF Österreich von zahlreichen Umweltaktivisten unterstützt wurde, hielt sich das Interesse der breiten Öffentlichkeit in Grenzen. Der Publizist Günther Nenning und Gerhard Heilingbrunner, Leiter des Alternativ-Referats der Österreichischen Hochschülerschaft, traten als Initiatoren eines Volksbegehrens zur Erhaltung der Auen und Errichtung eines Nationalparks in Erscheinung, wofür auch der Nobelpreisträger Konrad Lorenz als prominenter Unterstützer gewonnen wurde. Zur Unterstützung dieses Konrad-Lorenz-Volksbegehrens fand am 7. Mai 1984 im Presseclub Concordia die später so genannte Pressekonferenz der Tiere statt. Unter den anwesenden Persönlichkeiten aus Politik und Kunst, die gegen den Kraftwerksbau protestierten, waren Günther Nenning (als Hirsch verkleidet), der Wiener Stadtrat Jörg Mauthe (als Schwarzstorch), Peter Turrini (als Rotbauchunke) und Othmar Karas (als Kormoran). Aufgrund der umfangreichen Berichterstattung über dieses Ereignis schafften die Opponenten des Kraftwerksbaus nun den Sprung ins Bewusstsein der Bevölkerung.
Am 8. Dezember 1984 organisierte die Österreichische Hochschülerschaft einen Sternmarsch, an dem ca. 8000 Menschen teilnahmen. Mehrere hundert Personen blieben in der Au und erzwangen die Einstellung der Rodungsarbeiten.
Am 15. Dezember rannten bei der Liveübertragung der Samstagabendshow Wetten, dass..? aus Bremen deutsche Umweltaktivisten von Robin Wood mit dem Transparent „Nicht wetten – Donauauen retten“ vor den gerade sprechenden Wettpaten Bundeskanzler Fred Sinowatz. Als sie von Ordnern schon fast aus dem Bildbereich gezerrt worden waren, schritt Moderator Frank Elstner mit den Worten „In meinem Studio wird keiner rausgeschmissen!“ ein und gab den Aktivisten noch die Möglichkeit zu einer kurzen Stellungnahme.
Nachdem die Au zum Sperrgebiet erklärt worden war, kam es am 19. Dezember 1984 zu einem umstrittenen Polizeieinsatz, bei dem unter Schlagstockeinsatz eine Fläche von ca. 4 ha mit Absperrungen eingefasst und unter Polizeibewachung gerodet wurde. Bei den Zusammenstößen zwischen 800 Gendarmerie- und Polizeibeamten und etwa 3000 Aubesetzern wurden auf Seiten der Umweltschützer nach offiziellen Angaben 19 Personen, darunter Angehörige eines italienischen Fernsehteams, verletzt. Redakteure und Kameraleute des ORF wurden bei ihrem beruflichen Einsatz in der Stopfenreuther Au von Exekutivorganen tätlich an ihrer Arbeit gehindert. Am Abend desselben Tages demonstrierten in Wien bis zu 40.000 Menschen gegen das Vorgehen der Regierung und gegen den Kraftwerksbau.
Am 21. Dezember 1984 verhängte die Bundesregierung einen Rodungsstopp. Am 22. Dezember 1984 verkündete Fred Sinowatz unter dem Druck der öffentlichen Meinung und einiger einflussreicher Medien (insbesondere der Kronen Zeitung) einen Weihnachtsfrieden. Tausende Menschen verbrachten die folgenden Feiertage in der Au. Der Priester Joop Roeland feierte mit den Aubesetzern den Weihnachtsgottesdienst. Als der Verwaltungsgerichtshof Anfang Jänner 1985 weitere Rodungen bis zum Abschluss des laufenden Beschwerdeverfahrens für unzulässig erklärte, wurde die Besetzung beendet.
Im März 1985 wurde das Konrad-Lorenz-Volksbegehren durchgeführt, das von 353.906 Personen unterzeichnet wurde.

Am 1. Juli 1986 hob der Verwaltungsgerichtshof den Wasserrechtsbescheid auf.
Seit 1996 gehört die Hainburger Au zum Nationalpark Donau-Auen.

## Demokratiepolitische Folgen
Erstmals trat ziviler Ungehorsam erfolgreich und öffentlichkeitswirksam in Erscheinung und wurde den Österreichern das Prinzip direkter Demokratie bewusst. Nach der Absage an das Kernkraftwerk Zwentendorf 1978 war Hainburg das zweite Ereignis, in dem Basisdemokratie erfolgreich – und nachhaltig richtungsweisend – umgesetzt wurde. Für die Grüne Alternative führte dieser Protest zu einer Neuformierung als Partei aus einigen bereits bestehenden Grüngruppierungen, und sie erreichte 1986 erstmals den Einzug in den Nationalrat.
Seither wird beinahe jedes größere Bauprojekt von Bürgerinitiativen begleitet.
In weiterer Folge wurde beispielsweise 1996 die Au von Lambach zur Verhinderung des Traunkraftwerkes besetzt (die Besetzung dauerte länger als in der Hainburger Au), 2003 kam es zu einer „symbolischen Lobaubesetzung“ zur Verhinderung der Untertunnelung der Lobau entlang der Wiener Außenring Schnellstraße.

## Energie- und umweltpolitische Folgen
Die Ereignisse von Hainburg trugen dazu bei, dass sich der Gegensatz zwischen konservativen und grünen Ansichten in Österreich bis ins 21. Jahrhundert hinein nicht so scharf herausgebildete wie etwa im Nachbarland Deutschland (So hatte Oberösterreich etwa von 2003 bis 2015 eine schwarz-grüne Koalition.): Der Umweltgedanke hat sich in allen parteipolitischen Programmen festgesetzt, während wirtschaftsliberale Kräfte gegenüber sozialpartnerschaftlichen weitgehend zurückgetreten sind. Aufgekommen ist seinerzeit das Schlagwort von der öko-sozialen Marktwirtschaft, einem ÖVP-nahen Begriff.
Mit der Besetzung wurde klar, dass die österreichische Bevölkerung den Landschaftswert genauso hoch beurteilt wie die Versorgungssicherheit – der ORF sprach seinerzeit vom „neuen Umweltbewußtsein der Österreicher“. War seit Kaprun, dem Symbol der Wiederaufbaujahre, der Kraftwerksbau „Flaggschiff“ der Wirtschaftspolitik gewesen, brachten die 1980er Jahre zwei einschneidende Wendungen: Mit der Nicht-Inbetriebnahme von Zwentendorf, die mit der Katastrophe von Tschernobyl 1986 quasi „bestätigt“ wurde, schwenkte Österreich als zweites Land weltweit auf einen Anti-Atom-Kurs ein. Mit Hainburg wurde klar, dass man auch die Ressource Wasserkraft nicht vollständig ausreizen kann (Bevorzugter Wasserbau), weil sie mit Interessen des Erholungswerts wie auch des Tourismus in Konflikt kommt. Schon bald nach den Hainburg-Ereignissen wurden von Handelsminister Norbert Steger die beiden relevanten Gesetze, das Elektrizitätswirtschaftsgesetz und das Energieförderungsgesetz, an die Forderungen des Konrad-Lorenz-Volksbegehrens angenähert.
Damit waren für Österreich die Weichen in Richtung nachhaltiger Energiewirtschaft schon in den mittleren 1980er Jahren gestellt. Weil Österreich auch sonst arm an Energierohstoffen – oder Platz für extensive Alternativenergie – ist, nahm man in den 1990er Jahren vollständig von einem in der Zeit des Ölpreisschocks 1973 und 1979/80 gewonnenen Leitbild der Energieautarkie Österreichs Abstand. Heute fokussiert die österreichische Energiepolitik etwa auf europaweite Energienetzwerke, Gasspeicherwirtschaft oder die Veredelung billig aus dem Ausland zugekauften Grundlaststromes zu teurem Spitzenstrom durch landschaftsschonenden Umbau vorhandener Wasserkraftwerke in Pumpspeicherwerke. Die Umweltpolitik gewann – etwa nach der Erklärung der Stauseen am Unteren Inn zum Europareservat 1979 oder der Einbindung der Kapruner und anderer Kraftwerke in das Umfeld des Nationalparks Hohe Tauern ab 1981 – eine integralere Sichtweise auf den Naturschutz, der neben dem Wildnisgedanken auch den Biosphärengedanken von Naturnutzung betrachtet.

## Medien
- Journal-Panorama vom 19. Dezember 1989 Fritz Pesata; ORF: 5 Jahre nach Hainburg – Ablauf der Aubesetzung 1984. Ab 22:00. Österreichische Mediathek.